# WANT ME, WANT ME
『WANT ME, WANT ME』（ウォント・ミー・ウォント・ミー）は、日本の元女性歌手、安室奈美恵の単独名義では29作目のシングル。

## 解説
CD＋DVD・CDのみの2パターンでリリース。韓国でも同時リリースされた。
作詞にMICHICO、ヒップホップ・レゲエのトラックメーカーであるSUGI-Vをプロデューサーに抜擢。歌詞にはコンドームの商標名「Trojan」が出てくるなど、過激なものとなっている。
当初はシングルのカップリングか、続いてリリースされたアルバム『Queen of Hip-Pop』に収録される予定だったが、安室本人の強い意向により急遽シングル曲としてリリースされた。
同年3月20日に開催された「神戸コレクション2005 in 東京国際フォーラム」では、シークレット・ゲストとして大トリで登場。発売に先駆けて「WANT ME, WANT ME」を初披露した。
同年5月29日に東京ベイNKホールで開催された「MTV Video Music Awards Japan 2005」にパフォーミングアーティストとして出演し、「WANT ME, WANT ME」をパフォーマンス。「Best R&B Video（受賞作品：GIRL TALK）」、SPECIAL AWARDSとして「Most Impressivle Performing Artist In Asia（アジア最優秀パフォーミング・ビデオ賞）」の2冠を達成（4年連続受賞）。
コラボレーション・ベストアルバム『Checkmate!』には、VERBAL（m-flo）とコラボしたものがシークレット・トラックとして収録されている。

## 収録曲

### CDのみ盤
1. WANT ME, WANT ME
作詞：MICHICO
作曲：MICHICO, SUGI-V
編曲：SUGI-V
2. HANDLE ME
作詞・作曲：AKIRA
編曲：JUNYA ENDO
3. WANT ME, WANT ME (INSTRUMENTAL)
4. HANDLE ME (INSTRUMENTAL)

### CD+DVD盤
CD
1. WANT ME, WANT ME
2. WANT ME, WANT ME (INSTRUMENTAL)

DVD
1. WANT ME, WANT ME (MUSIC VIDEO)
ディレクター：武藤真志 / 振付：Warner

## 楽曲の収録アルバム・PV集
WANT ME,WANT ME
- 7thアルバム『Queen of Hip-Pop』
- ベスト・アルバム『BEST FICTION』
- コラボレーション・ベストアルバム『Checkmate!』(VERBAL（m-flo）とのコラボ)
- ベスト・アルバム『Finally』
ニューレコーディングで収録。
- DVD『FILMOGRAPHY 2001-2005』